# 西尔克·米勒
西尔克·米勒（德語：Silke Müller，1978年11月11日—），德国前女子曲棍球运动员。她曾代表德国成年国家队参加2004年夏季奥林匹克运动会曲棍球比赛，获得一枚金牌。